# Leniwiec

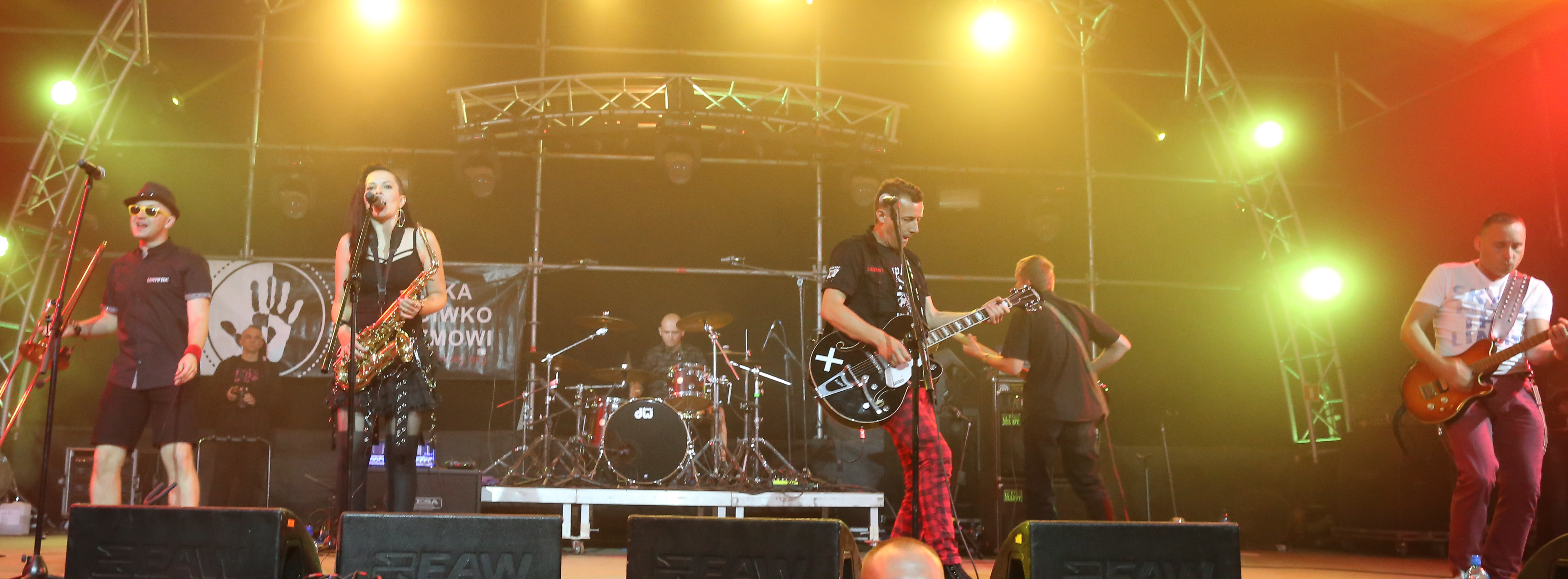
Lewniec auf der Haltestelle Woodstock 2017

Leniwiec (poln. Faultier) ist eine polnische Ska-Punk-Band aus Jelenia Góra und wurde 1995 gegründet. Neben skatypischen Blasinstrumenten (Trompete, Posaune, Saxofon) nutzt die Band auch den Einsatz eines Akkordeons. Leniwiec sind mit der tschechischen Punkband Houba befreundet, mit der sie eine Vielzahl von gemeinsamen Konzerten spielten und auch ein Split-Album veröffentlichten, worauf sich beide Bands gegenseitig covern. Weiterhin ist die Gruppe auch in Deutschland live aktiv.

## Besetzung

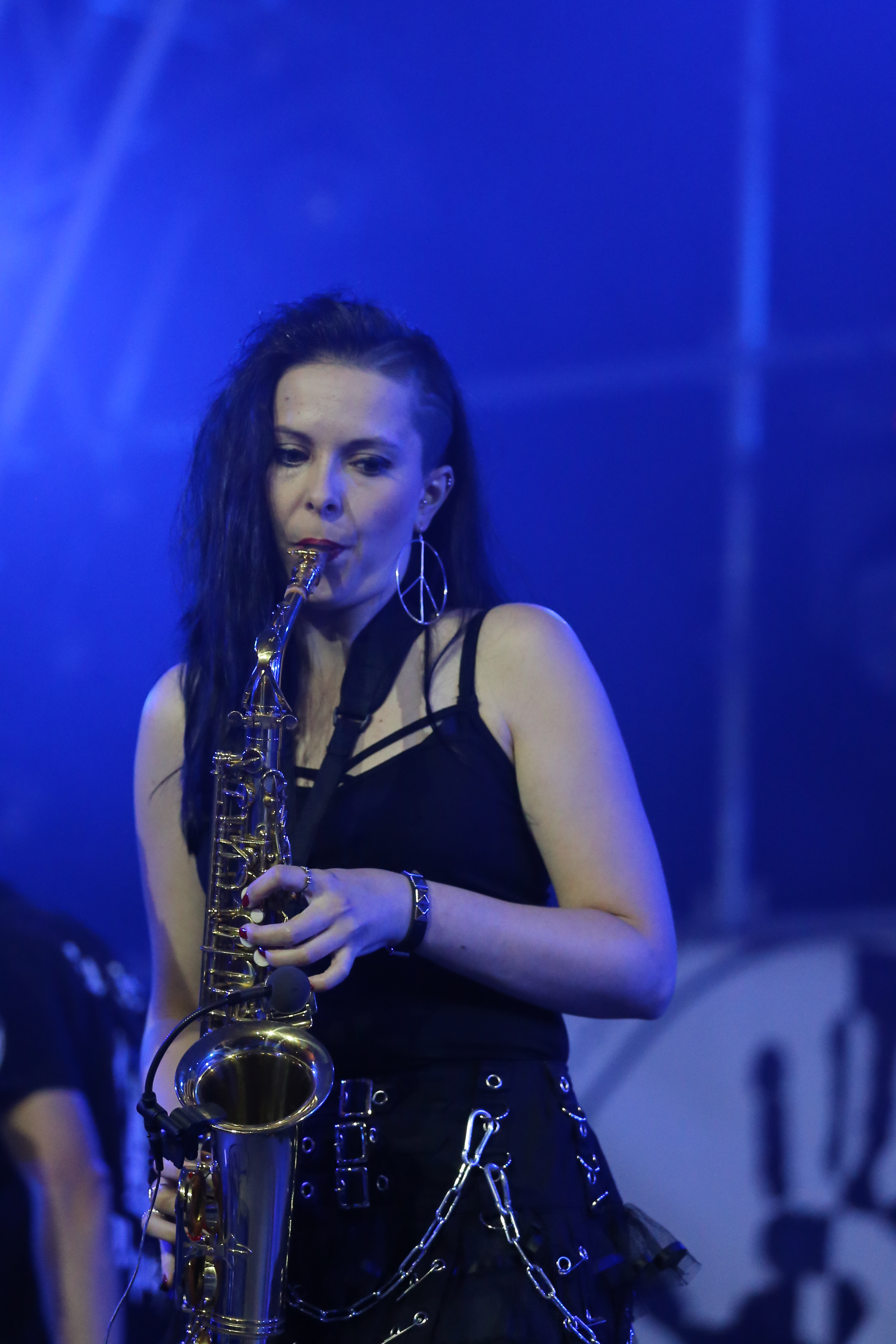
Agnieszka "Agis" Szpargała (2017)

- Zbigniew "Mucha" Muczyński – Gesang, Gitarre
- Paweł "Cyna" Nykiel – Posaune, Akkordeon, Gesang
- Jarek "Okoń" Oczoś – Schlagzeug, Gesang
- Krzysztof "Krzychu" Herezo – Bass
- Agnieszka "Agis" Szpargała - Gesang, Saxofon
- Paweł Wrocławski - Gitarre

## Diskografie
- Z tarczą lub na tarczy MC (2001)
- Uprzedzenia CD (2003)
- Crazy Bros - Houba hraje Leniwiec, Leniwiec gra Houbę Split-CD mit Houba (2004)
- Reklamy na niebie CD (2008)
- Reklamy na niebie/Piosenka o miłości CD-Single (2008)
- PiekłoNiebo CD-Single (2008)
- Droga CD (2011)
- Rozpaczliwie wolny (2013)
- Raj (2016)